# Mijo Caktaš
Mijo Caktaš (ur. 8 maja 1992 w Splicie) – chorwacki piłkarz występujący na pozycji pomocnika w chorwackim klubie NK Osijek oraz w reprezentacji Chorwacji.

## Kariera klubowa

### Młodość
Urodził się w Splicie, drugiej pod względem ludności i miejscowości Chorwacji. Mieszkał i wychował się w położonym nieopodal Dugopolju, gdzie zaczął trenować w lokalnym NK Dugopolje. W wieku 14 lat przeniósł się do drużyny NK Omladinac Vranjic. Po dwóch sezonach wrócił NK Dugopolje, przy okazji debiutując w seniorskiej drużynie w sezonie 2008/2009 3. HNL grupy południowej, mając zaledwie 16 lat. Dzięki dobrym występom zwrócił na siebie uwagę skautów Hajduka Split. 

### Hajduk Split
W sezonie 2009/2010 dołączył do zespołu U-19 Hajduka. Latem 2011 został wypożyczony do swojego byłego klubu, a dzięki dobrym występom, które doprowadziły drużynę z Dugopolja na pozycję lidera 2. HNL, pomocnik wrócił do pierwszej drużyny Hajduka. W lutym 2012, podpisał swój pierwszy zawodowy kontrakt, na okres czterech i pół roku. W Hajduku zadebiutował 25 lutego 2012, w domowym, zremisowanym 1:1 meczu z Istrą 1961. 21 marca 2012, strzelił swojego pierwszego gola dla Białych, a także zanotował dwie asysty przy bramkach Antego Vukušicia, w wyjazdowym, wygranym 0:3 meczu z HNK Rijeką, dzięki czemu został wybrany najlepszym zawodnikiem meczu.
Caktaš strzelił cztery gole w kwalifikacjach do Ligi Europy sezonu 2015/2016, jednak Hajduk w rundzie play-off przegrał w  dwumeczu przeciwko Slovanowi Liberec. Również w rodzimej lidze spisywał się bardzo dobrze, skutkiem czego było przedłużenie kontraktu na lepszych warunkach, które obowiązywało do połowy 2018.

### Rubin Kazań
21 stycznia 2016 został kupiony przez Rubin Kazań za 1 mln euro, z którym związał się kontraktem do końca 2019. Dla rosyjskiego klubu zadebiutował 5 marca 2016, podczas 19. kolejki Priemjer-Ligi, w wyjazdowym, wygranym 1:0 meczu przeciwko Kubaniowi Krasnodar. 15 maja 2016, zdobył debiutancką bramkę w Rosji, w wyjazdowym, zremisowanym 1:1 meczu przeciwko Krylji Sowietow Samara. W styczniu 2018 rozwiązał kontrakt z Rubinem z powodu nieuregulowanych wypłat. Caktaš w ciągu dwóch lat rozegrał 38 meczów, strzelając 5 goli i notując 6 asyst.

### Powrót do Hajduka
Po rozwiązaniu kontraktu z Rubinem, Caktaš powrócił do Hajduka, podpisując trzy i półroczną umowę. 26 lipca 2018 rozegrał swoje 150. spotkanie dla Hajduka, w wygranym 1:0 meczu przeciwko Sławii Sofia.
Caktaš zakończył sezon 2018/2019 jako najlepszy strzelec ligi z 19 bramkami, a także drugi najlepszy strzelec pośród wszystkich pomocników w Europie, tuż za Bruno Fernandesem ze Sportingu CP, który strzelił 20 goli. Został również nagrodzony Żółtą Koszulką Sportskich novosti, dla najlepszego piłkarza w lidze.
W sezonie 2019/2020 strzelił 20 goli i wspólnie z Antonio Čolakiem oraz Mirko Mariciem został królem strzelców 1. HNL.

## Kariera reprezentacyjna
Młodzieżowy reprezentant Chorwacji w kategoriach do 19., 20. i 21. lat.
W sierpniu 2015 otrzymał pierwsze powołanie do seniorskiej reprezentacji na mecze eliminacyjne Euro 2016 z Azerbejdżanem i Norwegią, jednak oba spotkania spędził na ławce rezerwowych.
27 maja 2019 chorwacki selekcjoner Zlatko Dalić powołał Caktaša na mecze z Walią i Tunezją. Zadebiutował w towarzyskim spotkaniu z Tunezją.

## Statystyki kariery
| Klub                | Sezon              | Liga                   | Liga    | Liga   | Puchar kraju | Puchar kraju | Kontynentalne | Kontynentalne | Inne    | Inne   | Suma    | Suma   |
| Klub                | Sezon              | Poziom                 | Występy | Bramki | Występy      | Bramki       | Występy       | Bramki        | Występy | Bramki | Występy | Bramki |
| ------------------- | ------------------ | ---------------------- | ------- | ------ | ------------ | ------------ | ------------- | ------------- | ------- | ------ | ------- | ------ |
| NK Dugopolje        | 2008/2009          | 3. HNL, gr. południowa | 21      | 1      | 0            | 0            | –             | –             | –       | –      | 21      | 1      |
| NK Dugopolje (wyp.) | 2011/2012          | 2. HNL                 | 14      | 4      | 0            | 0            | –             | –             | –       | –      | 14      | 4      |
| NK Dugopolje (wyp.) | Łącznie            | Łącznie                | 35      | 5      | 0            | 0            | –             | –             | –       | –      | 35      | 5      |
| Hajduk Split        | 2011/2012          | 1. HNL.                | 11      | 2      | 0            | 0            | –             | –             | –       | –      | 11      | 2      |
| Hajduk Split        | 2012/2013          | 1. HNL.                | 30      | 9      | 8            | 1            | 4             | 0             | –       | –      | 42      | 10     |
| Hajduk Split        | 2013/2014          | 1. HNL.                | 6       | 1      | 0            | 0            | 4             | 1             | 1       | 1      | 11      | 3      |
| Hajduk Split        | 2014/2015          | 1. HNL.                | 31      | 9      | 5            | 0            | 6             | 2             | –       | –      | 42      | 11     |
| Hajduk Split        | 2015/2016          | 1. HNL.                | 17      | 6      | 3            | 0            | 8             | 4             | –       | –      | 28      | 10     |
| Rubin Kazań         | 2015/2016          | Priemjer-Liga          | 11      | 1      | –            | –            | –             | –             | –       | –      | 11      | 1      |
| Rubin Kazań         | 2016/2017          | Priemjer-Liga          | 17      | 2      | 4            | 0            | –             | –             | –       | –      | 21      | 2      |
| Rubin Kazań         | 2017/2018          | Priemjer-Liga          | 10      | 2      | 0            | 0            | –             | –             | –       | –      | 10      | 2      |
| Rubin Kazań         | Łącznie            | Łącznie                | 38      | 5      | 4            | 0            | –             | –             | –       | –      | 42      | 5      |
| Hajduk Split        | 2017/2018          | 1. HNL                 | 13      | 6      | 2            | 0            | –             | –             | –       | –      | 15      | 6      |
| Hajduk Split        | 2018/2019          | 1. HNL                 | 28      | 19     | 2            | 0            | 4             | 2             | –       | –      | 34      | 21     |
| Hajduk Split        | 2019/2020          | 1. HNL                 | 32      | 20     | 1            | 0            | 0             | 0             | –       | –      | 33      | 20     |
| Hajduk Split        | 2020/2021          | 1. HNL                 | 17      | 9      | 1            | 2            | 2             | 1             | –       | –      | 20      | 12     |
| Hajduk Split        | Łącznie (2 pobyty) | Łącznie (2 pobyty)     | 185     | 81     | 22           | 3            | 28            | 10            | 1       | 1      | 236     | 95     |
| Łącznie w karierze  | Łącznie w karierze | Łącznie w karierze     | 256     | 91     | 26           | 3            | 28            | 10            | 1       | 1      | 311     | 105    |

## Sukcesy

### Klubowe
Hajduk Split
- Wicemistrz Chorwacji (1×): 2011/2012
- Zdobywca Pucharu Chorwacji (1×): 2012/2013
- Finalista Pucharu Chorwacji (1×): 2017/2018
- Finalista Superpucharu Chorwacji (1×): 2013

### Indywidualne
- Król strzelców 1. HNL (2×): 2018/2019 (19 goli), 2019/2020 (20 goli)
- Nagroda Żółtej Koszulki Sportskich novosti (1×): 2018/2019